# Zelodia
Zelodia is een geslacht van insecten uit de orde vliesvleugeligen (Hymenoptera) en de familie schildwespen (Braconidae).

## Soorten
- Z. absoluta (Chen & Yang, 1998)
- Z. achterbergi (Chen & Yang, 2006)
- Z. albobasalis van Achterberg & Long, 2010
- Z. albopilosella (Cameron, 1908)
- Z. anginota van Achterberg & Long, 2010
- Z. bicoloristigma van Achterberg & Long, 2010
- Z. brevifemoralis van Achterberg & Long, 2010
- Z. cordata (Bhat & Gupta, 1977)
- Z. chromoptera (Roman, 1913)
- Z. diluta (Turner, 1918)
- Z. dravida (Bhat & Gupta, 1977)
- Z. exornata (Turner, 1918)
- Z. flavistigma van Achterberg & Long, 2010
- Z. longidorsata (Bhat & Gupta, 1977)
- Z. longiptera (Yang & Chen, 2006)
- Z. maculipes (Cameron, 1911)
- Z. microcellata van Achterberg & Long, 2010
- Z. nigra (Bhat & Gupta, 1977)
- Z. nihonensis (Sharkey, 1996)
- Z. penetrans (Smith, 1860)
- Z. philippinensis (Bhat & Gupta, 1977)
- Z. quadrifossulata (Enderlein, 1920)
- Z. reticulosa (Yang & Chen, 2006)
- Z. ruida (Sharkey, 1996)
- Z. similis (Bhat & Gupta, 1977)
- Z. varipes (van Achterberg & Maeto, 1990)